# The Lodge
The Lodge (The Lodge: Música y secretos en Latinoamérica y The Lodge: Misterio a todo ritmo en España) es una serie de televisión británica de género musical de drama adolescente, que se basa en la serie israelí North Star. La serie es producida por la productora Zodiak Kids Studios. La serie fue estrenada en Disney Channel UK en Reino Unido e Irlanda y en Disney Channel en Canadá el 23 de septiembre de 2016. Y en Latinoamérica el 11 de febrero de 2017 en Disney Channel bajo el nombre «The Lodge: Música y Secretos». La serie se estrenó en Disney Channel en los Estados Unidos el 17 de octubre de 2016. En España se estrenó el 2 de noviembre de 2016 en Disney Channel.

## Sinopsis
Skylar "'Skye"' (Sophie Simnett) es una chica de 15 años que se muda con su padre Ed (Marcus Garvey) desde la gran ciudad hasta una zona rural de Irlanda del Norte, donde se hacen cargo de un hotel local llamado North Star Lodge, que anteriormente era poseído y dirigido por el abuelo de Skye: Gil (Dan Richardson). En su nuevo hogar, Skye intenta construir una vida, pero esta nueva vida está lejos de ser libre de complicaciones ya que debe navegar a través de las tensiones cotidianas de la vida de ser adolescente. Ella lucha para integrarse en un grupo de adolescentes que viven y trabajan en el hotel, pero descubre que la mayoría de ellos no tienen buenas intenciones. Cuando descubre que su padre planea vender el hotel, Skye se molesta porque ha desarrollado un vínculo emocional con él. Skye decide convencer a su padre de no vender el hotel solo para descubrir que el hombre que quiere comprarlo es el padre de su nuevo amigo e interés amoroso. Skye recibe el apoyo de sus amigos, pero no todos están tan interesados como ella en mantenerlo. Skye descubre secretos con el tiempo que afectarán no solo su vida, sino también la del hotel.

## Elenco y personajes

### Principales
- Sophie Simnett como Skye.
- Luke Newton como Ben.
- Thomas Doherty como Sean.
- Bethan Wright como Danielle.
- Jayden Revri como Noah.
- Jade Alleyne como Kaylee.
- Joshua Sinclair-Evans como Josh.
- Mia Jenkins como Alex (temporada 2).

### Recurrentes
- Marcus Garvey como Ed.
- John Hopkins como SJ.
- Geoffrey McGivern como Patrick.
- Dan Richardson como Gil.
- Ellie Taylor como Christina.
- Laila Rouass como Olivia.
- Dominic Harrison como Oz.
- Tom Hudson como Kyle
- Martin Anzor como Aaron.
- Sarah Nauta como Lori.
- Clara Rugaard como Ana.
- Cameron King como Ethan.
- Emma Campbell-Jones como Ella.
- Lina Larissa Strahl como Frankie.
- Kimberley Walsh como Rebecca.
- Dove Cameron como Jess.

## Episodios
| Temporada | Temporada | Episodios | Reino Unido              | Reino Unido             | Estados Unidos        | Estados Unidos          | España                 | España                  | Latinoamérica         | Latinoamérica         |
| Temporada | Temporada | Episodios | Comienzo                 | Final                   | Comienzo              | Final                   | Comienzo               | Final                   | Comienzo              | Final                 |
| --------- | --------- | --------- | ------------------------ | ----------------------- | --------------------- | ----------------------- | ---------------------- | ----------------------- | --------------------- | --------------------- |
|           | 1         | 10        | 23 de septiembre de 2016 | 25 de noviembre de 2016 | 17 de octubre de 2016 | 25 de noviembre de 2016 | 2 de noviembre de 2016 | 30 de noviembre de 2016 | 11 de febrero de 2017 | 8 de abril de 2017    |
|           | 2         | 15        | 9 de junio de 2017       | 3 de noviembre de 2017  | Cancelado             | Cancelado               | Cancelado              | Cancelado               | 29 de enero de 2018   | 16 de febrero de 2018 |

## Producción
En julio de 2015, Disney Channel UK dio luz verde a la producción de la serie The Lodge. Para la primera temporada, 13 episodios fueron originalmente anunciados cada uno con una duración de 22 minutos, pero más tarde fue reducido a 10 episodios. El personaje principal Skye, fue originalmente llamada Maia, como la versión original Israelí North Star. La serie The Lodge, fue filmada en Northern Ireland, toma lugar en el condado de County Down. La mayoría de las escenas fueron filmadas en Montalto Estate y en The Carriage Rooms, de las cuales están en Ballynahinch.
El 13 de diciembre de 2016, fue anunciado que fue renovado para una segunda temporada, que fue estrenada el 9 de junio de 2017. El 21 de febrero de 2017, fue anunciado que la producción de la segunda temporada ha iniciado y consistirá de 15 episodios.

## Doblaje
| Personaje                                                                   | Actor original        | Actor de doblaje (Latinoamérica)       | Actor de doblaje (España)              | Temporada |
| --------------------------------------------------------------------------- | --------------------- | -------------------------------------- | -------------------------------------- | --------- |
| Skye                                                                        | Sophie Simnett        | Lucía Agosta                           | Nerea Alfonso                          | 1 y 2     |
| Sean                                                                        | Thomas Doherty        | Braian Pavón                           | Alex de Porrata                        | 1 y 2     |
| Danielle                                                                    | Bethan Wright         | Luciana Mauri                          | Nuria Trifol                           | 1 y 2     |
| Noah                                                                        | Jayden Revri          | Ignacio Colombara                      | Marc Gómez                             | 1 y 2     |
| Kaylee                                                                      | Jade Alleyne          | Carolina Werner                        | Carla Torres Danés                     | 1 y 2     |
| Josh                                                                        | Joshua Sinclair-Evans | Demián Velazco Rochwerger              | Marcel Navarro                         | 1 y 2     |
| Créditos técnicos                                                           |                       |                                        |                                        |           |
| Estudio de doblaje                                                          | Estudio de doblaje    | Media Pro Com, Buenos Aires, Argentina | SDI MEDIA, Madrid, Barcelona, Santiago |           |
| Director de doblaje                                                         | Director de doblaje   | Raul Aldana                            | Albert Trifol Segarra                  |           |
| Traductor                                                                   | Traductor             | Lorena Palacios                        | Álvaro Méndez                          |           |
| Adaptador                                                                   | Adaptador             | Lorena Palacios                        | Álvaro Méndez                          |           |
| Doblaje al español producido por Disney Character Voices International Inc. |                       |                                        |                                        |           |